# Thomas Alsgaard
Thomas Alsgaard (Lørenskog, 10 de enero de 1972) es un deportista noruego que compitió en esquí de fondo. 
Participó en tres Juegos Olímpicos de Invierno, obteniendo en total seis medallas: oro y plata en Lillehammer 1994, en las pruebas de 30 km y el relevo (junto con Sture Sivertsen, Vegard Ulvang y Bjørn Dæhlie), dos oros en Nagano 1998, en 15 km persecución y en el relevo (con Sture Sivertsen, Erling Jevne y Bjørn Dæhlie), y dos oros en Salt Lake City 2002, en 10 km+10 km persecución y en el relevo (con Anders Aukland, Frode Estil y Kristen Skjeldal).
Ganó nueve medallas en el Campeonato Mundial de Esquí Nórdico entre los años 1995 y 2003.

## Palmarés internacional
| Juegos Olímpicos   | Juegos Olímpicos                | Juegos Olímpicos  | Juegos Olímpicos            |
| Año                | Lugar                           | Medalla           | Prueba                      |
| ------------------ | ------------------------------- | ----------------- | --------------------------- |
| 1994               | Lillehammer (Noruega)           | Medalla de oro    | 30 km                       |
| 1994               | Lillehammer (Noruega)           | Medalla de plata  | Relevo 4 × 10 km            |
| 1998               | Nagano (Japón)                  | Medalla de oro    | 15 km persecución           |
| 1998               | Nagano (Japón)                  | Medalla de oro    | Relevo 4 × 10 km            |
| 2002               | Salt Lake City (Estados Unidos) | Medalla de oro    | 10 km+10 km persecución     |
| 2002               | Salt Lake City (Estados Unidos) | Medalla de oro    | Relevo 4 × 10 km            |
| Campeonato Mundial |                                 |                   |                             |
| Año                | Lugar                           | Medalla           | Prueba                      |
| 1995               | Thunder Bay (Canadá)            | Medalla de oro    | Relevo 4 × 10 km            |
| 1997               | Trondheim (Noruega)             | Medalla de oro    | Relevo 4 × 10 km            |
| 1997               | Trondheim (Noruega)             | Medalla de bronce | 30 km                       |
| 1999               | Ramsau (Austria)                | Medalla de oro    | 12,5 km+12,5 km persecución |
| 1999               | Ramsau (Austria)                | Medalla de plata  | 30 km                       |
| 1999               | Ramsau (Austria)                | Medalla de plata  | Relevo 4 × 10 km            |
| 2001               | Lahti (Finlandia)               | Medalla de oro    | Relevo 4 × 10 km            |
| 2003               | Val di Fiemme (Italia)          | Medalla de oro    | 30 km                       |
| 2003               | Val di Fiemme (Italia)          | Medalla de oro    | Relevo 4 × 10 km            |